# Cristian Panin
Cristian Călin Panin (* 9. Juni 1978 in Arad, Kreis Arad) ist ein ehemaliger rumänischer Fußballspieler. Der Außenverteidiger bestritt insgesamt 217 Spiele in der rumänischen Liga 1. Panin spielte seit Sommer 2004 für CFR Cluj und gewann in den Jahren 2008, 2010 und 2012 die rumänische Meisterschaft.

## Karriere

### Verein
Panin startete 1997 seine Profikarriere in der Divizia B bei UTA Arad. Als UTA in der Saison 2002/03 in der Divizia A (heute Liga 1) spielte, debütierte er dort am 18. August 2002. Im Sommer 2004 wechselte er zu CFR Cluj, da gerade in die Divizia A aufgestiegen war. Später war er an den großen Erfolgen des Klubs beteiligt, der in den Jahren 2008 und 2010 die rumänische Meisterschaft sowie in den Jahren 2008, 2009 und 2010 dreimal in Folge den rumänischen Pokal gewinnen konnte. In der Spielzeit 2010/11 konnte er mit seinem Team nicht an die Erfolge anknüpfen und schloss die Saison auf einem Platz im Mittelfeld, die Gruppenphase der Champions League auf dem letzten Platz ab. Ein Jahr später wurde er zum dritten Mal rumänischer Meister.

### Nationalmannschaft
Panin gab sein Debüt für Rumänien am 19. November 2008 beim 2:1-Sieg gegen Georgien. Es kam lediglich ein weiteres Länderspiel im Herbst 2009 gegen die Färöer hinzu.

## Erfolge/Titel
- Rumänischer Meister (3): 2007/08, 2009/10, 2011/12
- Rumänischer Pokalsieger (3): 2007/08, 2008/09, 2009/10